# فو نغوك نها
فو نغوك نها (Vũ Ngọc Nhạ)، ( ولد 3 مارس 1928 في مدينة بينه التايلاندية ، 7 أغسطس 2002 في مدينة هو تشي منه) كان جاسوسا شيوعيا فيتناميا والذي شغل منصب مستشارا لرؤساء فيتنام الجنوبية : نغو دينه ديم و نغوين فان ثيو .
خدم نها مع فيت مين خلال الحرب الفرنسية -الهند صينية ، وانتقل إلى الجنوب بعد اتفاق جنيف في عام 1954. وفي فونج تاو ، التقى نها هوانغ كوين، وهو كاهن مناهض للشيوعية والذي أوصى به إلى الإخوة الرؤساء نغو ، ثم خدم في هيئة الرئاسة من 1957 حتى 1969، وفي عام 1968، حذر نها الشيوعيين في الشمال من خطط الولايات المتحدة لخرق وقف إطلاق النار خلال السنة الفيتنامية الجديدة (تيت). وخلال هجوم التيت فتح نها قبو النبيذ الرئاسي حتى يصبح حراس القصر الرئاسي في حالة سكر، وعلى افتراض أن النبيذ تم توزيعه لتحسين الروح المعنوية ، أثنى الرئيس نغوين ثيو على نها عندما عاد إلى القصر بعد بضعة أيام. في عام 1969 ، كشف تحقيق لوكالة المخابرات المركزية الأمريكية أن نها جاسوس للشمال وحكم عليه بالسجن مدى الحياة ، إلى جانب مساعد الشؤون السياسية في جنوب فيتنام ، هوين فان ترونغ ، الذي كان أحد مصادره الرئيسية للمعلومات. وتم تسليمه إلى شمال فيتنام في عام 1973 كجزء من صفقة تبادل للأسرى، لم تحظ قصته باهتمام كبير في ذلك الوقت وهي معروفة بشكل رئيسي من كتاب ống cố vấn (المستشار) لهو ماي، والذي نُشر في عام 1989.